# Comuna Cocorăștii Colț, Prahova
Cocorăștii Colț (în trecut, Cocorăști Cocorăști-Colț) este o comună în județul Prahova, Muntenia, România, formată din satele Cheșnoiu, Cocorăștii Colț (reședința), Cocorăștii Grind, Colțu de Jos, Ghioldum, Perșunari, Piatra și Satu de Sus.

## Așezare
Ea se află în extremitatea vestică a județului, la limita cu județul Dâmbovița și se întinde între râurile Prahova și Cricovul Dulce. Comuna este traversată de șoseaua națională DN1A, care leagă Bucureștiul de Ploiești prin Buftea. La Cocorăștii-Colț, acest drum se intersectează cu șoseaua județeană DJ101A, care duce spre sud către Periș (județul Ilfov) și spre nord către Mănești (unde se termină în DN72).

## Demografie
Componența etnică a comunei Cocorăștii Colț
     Români (90,49%)
     Romi (1,9%)
     Alte etnii (0,26%)
     Necunoscută (7,35%)
Componența confesională a comunei Cocorăștii Colț
     Ortodocși (86,87%)
     Adventiști (3,28%)
     Alte religii (1,98%)
     Necunoscută (7,87%)
Conform recensământului efectuat în 2021, populația comunei Cocorăștii Colț se ridică la 2.681 de locuitori, în scădere față de recensământul anterior din 2011, când fuseseră înregistrați 2.837 de locuitori. Majoritatea locuitorilor sunt români (90,49%), cu o minoritate de romi (1,9%), iar pentru 7,35% nu se cunoaște apartenența etnică. Din punct de vedere confesional, majoritatea locuitorilor sunt ortodocși (86,87%), cu o minoritate de adventiști (3,28%), iar pentru 7,87% nu se cunoaște apartenența confesională.

## Politică și administrație
Comuna Cocorăștii Colț este administrată de un primar și un consiliu local compus din 11 consilieri. Primarul, Adrian-Costin Călin[*], de la Partidul Social Democrat, este în funcție din 1 noiembrie 2024. Începând cu alegerile locale din 2024, consiliul local are următoarea componență pe partide politice:
|  | Partid                                    | Consilieri | Componența Consiliului | Componența Consiliului | Componența Consiliului | Componența Consiliului |
|  | ----------------------------------------- | ---------- | ---------------------- | ---------------------- | ---------------------- | ---------------------- |
|  | Partidul Social Democrat                  | 4          |                        |                        |                        |                        |
|  | Partidul Național Liberal                 | 3          |                        |                        |                        |                        |
|  | Partidul România în Acțiune               | 2          |                        |                        |                        |                        |
|  | Alianța pentru Unirea Românilor           | 1          |                        |                        |                        |                        |
|  | Alianța Dreapta Unită Usr - Forța Dreptei | 1          |                        |                        |                        |                        |

## Istorie
La sfârșitul secolului al XIX-lea, comuna se numea Cocorăști, făcea parte din plasa Târgșorul a județului Prahova, fiind formată din 6 cătune: Colțul, Perșunari, Cheșnoiul, Cocorăști, Gheoldum și Țigănia. Populația totală era de 1583 de locuitori, în comună funcționând o școală de la jumătatea secolului, frecventată de 41 de elevi (din care 5 fete), 2 biserici (în satele Cocorăști și Colțul) și două mori de apă pe Prahova.
În 1925, comuna Cocorăști este consemnată în Anuarul Socec ca parte a aceleiași plăși și având o populație de 1456 de locuitori, aceleași sate. În 1931, comuna a început să apară sub numele de Cocorăștii Colț, fiind arondată în 1938 plășii Câmpul din județul Prahova. În 1950, comuna a trecut în raionul Ploiești din regiunea Prahova și apoi (după 1952) regiunea Ploiești, iar în 1964 satul Țigănia a primit numele de Satu de Sus. În 1968 comuna a fost desființată, satele ei trecând la comuna Mănești din reînființatul județ Prahova. Comuna a fost reînființată în 2004, având actuala structură.